# أندرياس بيفل
أندرياس بيفل (بالبرتغالية: Andreas Pavel؛ بالألمانية: Andreas Pavel) هو مخترِع ألماني وبرازيلي، ولد في 1945 في آخن في لوثارينجيا.